# 国鉄クル29形電車
クル29形は、かつて日本国有鉄道（国鉄）に在籍した旧形電車である。

## 概要
1959年（昭和34年）6月1日に施行された車両形式称号規程改正により、車体長17m級の片運転台式事業用制御車（配給車）に与えられた形式で、8両が1958年（昭和33年）から1965年（昭和40年）にかけて、クハ16形およびサハ17形の改造により製作された。改番前の落成車は、クル9500形と称した。
車体の後部を無蓋化しており、L字形の車体が特徴的である。

## 番号区分
番号区分は次のとおり。
クル29000 - 290021958年にクハ16形200・250番台の改造により製作されたもの。改造落成時は、クル9500 - 9502と称した。前位運転台に続いて有蓋室を有する。無蓋部は鋼製のあおり戸である。荷重は無蓋部10t、有蓋部2t。詳細は国鉄30系電車#配給車への改造を参照。
クル290031965年にクハ16形250番台の改造により製作されたもの。29000 - 29002とほぼ同形であるが、無蓋部は背の低い鋼製のあおり戸で、前面に貫通扉が新設されるとともに前面窓と戸袋窓がHゴム支持となった。詳細は国鉄30系電車#配給車への改造を参照。
クル29004, 290051965年にサハ17形100番台の改造により製作されたもの。29000 - 29002とほぼ同形であるが、無蓋部は背の低い鋼製のあおり戸で、運転台は新設されたため、前面にはリベットがなく、前面窓と戸袋窓がHゴム支持となった。改造種車がサハ17形であるため、戸袋の向きが前記のグループとは逆である。詳細は国鉄30系電車#配給車への改造を参照。
クル29020, 290211963年（昭和38年）にクハ16形0番台の改造により製作されたもの。旧31系の改造車であるため、番号が20番台に区分された。無蓋部は背の低い鋼製のあおり戸で、前面窓がHゴム支持となった。詳細は国鉄31系電車#配給車への改造を参照。